# Flecha Valona de 2019
A 83.ª edição da clássica ciclista Flecha Valona foi uma carreira na Bélgica que se celebrou a 24 de abril de 2019 sobre um percurso de 195,5 quilómetros com início na cidade de Ans situado em Valônia, na província de Liège, e final no município de Huy.
A carreira, além de ser a segunda clássica das Ardenas, fez parte do UCI World Tour de 2019, sendo a décimo nona competição do calendário de máxima categoria mundial. O vencedor foi o francês Julian Alaphilippe da Deceuninck-Quick Step seguido do dinamarquês Jakob Fuglsang da Astana e o italiano Diego Ulissi da UAE Emirates.

## Percorrido
O percurso teve algumas mudanças com relação à edição anterior, como importante novidade a linha de saída regressa à cidade de Ans situado na Valônia da Bélgica, desde ali o pelotão pôs rumo para às cumes da Côte de Tancrémont e a Côte des Forges para, acto seguido, abandonar as estradas da província de Liège na Bélgica e ingressar a estradas do país do Luxemburgo por uns quantos quilómetros. Mais adiante, de novo na Bélgica, os contínuos montes seguirão minando a moral e as forças dos corredores até chegar ao primeiro passo pelo tríptico da Côte d’Ereffe, Côte de Cherave, e o Muro de Huy, e enfrentar as três voltas ao circuito final de 29 quilómetros e finalizar no tradicional Muro de Huy.
| Cotas da carreira |                        |                 |                |            |
| Número            | Nome                   | Comprimento (m) | Pendente média | Quilómetro |
| ----------------- | ---------------------- | --------------- | -------------- | ---------- |
| 1                 | Côte de Tancrémont     | 2600            | 5,9 %          | 46         |
| 2                 | Côte des Forges        | 1300            | 7,8 %          | 57         |
| 3                 | Côte d'Ereffe          | 2100            | 5 %            | 120,5      |
| 4                 | Côte de Cherave        | 1300            | 8,1 %          | 131        |
| 5                 | Muro de Huy (1ª passo) | 1300            | 9,6 %          | 137        |
| 6                 | Côte d'Ereffe          | 2100            | 5 %            | 149,5      |
| 7                 | Côte de Cherave        | 1300            | 8,1 %          | 160,5      |
| 8                 | Muro de Huy (2ª passo) | 1300            | 9,6 %          | 166        |
| 9                 | Côte d'Ereffe          | 2100            | 5 %            | 178,5      |
| 10                | Côte de Cherave        | 1300            | 8,1 %          | 189,5      |
| 11                | Muro de Huy (3ª passo) | 1300            | 9,6 %          | 195        |

## Equipas participantes
Tomaram parte na carreira 25 equipas: 18 de categoria UCI World Tour de 2019 convidados pela organização; e 7 de categoria Profissional Continental. Formando assim um pelotão de 175 ciclistas dos que acabaram 102. As equipas participantes foram:
| Equipes WorldTeam (18)- AG2R La Mondiale - Astana - Bahrain-Merida - Bora-hansgrohe - CCC Team - Deceuninck-Quick Step - Dimension Data - EF Education First - Groupama-FDJ - Team Jumbo-Visma - Lotto Soudal - Mitchelton-Scott - Movistar Team - Katusha-Alpecin - Sky - Team Sunweb - Trek-Segafredo - UAE Team Emirates Equipes profissionais Continentais (7)- Cofidis, Solutions Crédits - Euskadi Basque Country-Murias - Israel Cycling Academy - Rally UHC Cycling - Sport Vlaanderen-Baloise - Wallonie Bruxelles - Wanty-Groupe Gobert |
| |

## Classificações finais
- As classificações finalizaram da seguinte forma:[4]

### Classificação geral
| \| Classificação geral \| Classificação geral \| Classificação geral \| Classificação geral \| Classificação geral \| \| Ciclista \| Ciclista \| Equipe \| Tempo \| \| \| ------------------- \| --------------------- \| --------------------- \| ------------------- \| ------------------- \| \| 1. \| Julian Alaphilippe \| Deceuninck-Quick Step \| 4h55m14s \| \| \| 2. \| Jakob Fuglsang \| Astana \| + 0s \| \| \| 3. \| Diego Ulissi \| UAE Team Emirates \| + 6s \| \| \| 4. \| Bjorg Lambrecht \| Lotto-Soudal \| + 8s \| \| \| 5. \| Maximilian Schachmann \| Bora-Hansgrohe \| + 8s \| \| \| 6. \| Bauke Mollema \| Trek-Segafredo \| + 8s \| \| \| 7. \| Patrick Konrad \| Bora-Hansgrohe \| + 8s \| \| \| 8. \| Michael Matthews \| Team Sunweb \| + 8s \| \| \| 9. \| Jelle Vanendert \| Lotto-Soudal \| + 11s \| \| \| 10. \| Enrico Gasparotto \| Dimension Data \| + 11s \| \| |                       |                       |          |
| |                       |                       |          |
| Fonte: ProCyclingStats |                       |                       |          |
| Classificação geral |                       |                       |          |
| Ciclista | Ciclista              | Equipe                | Tempo    |
| 1. | Julian Alaphilippe    | Deceuninck-Quick Step | 4h55m14s |
| 2. | Jakob Fuglsang        | Astana                | + 0s     |
| 3. | Diego Ulissi          | UAE Team Emirates     | + 6s     |
| 4. | Bjorg Lambrecht       | Lotto-Soudal          | + 8s     |
| 5. | Maximilian Schachmann | Bora-Hansgrohe        | + 8s     |
| 6. | Bauke Mollema         | Trek-Segafredo        | + 8s     |
| 7. | Patrick Konrad        | Bora-Hansgrohe        | + 8s     |
| 8. | Michael Matthews      | Team Sunweb           | + 8s     |
| 9. | Jelle Vanendert       | Lotto-Soudal          | + 11s    |
| 10. | Enrico Gasparotto     | Dimension Data        | + 11s    |

## UCI World Ranking
A Flecha Valona outorgou pontos para o UCI World Ranking para corredores das equipas nas categorias UCI World Team, Profissional Continental e Equipas Continentais. A seguinte tabela são o barómetro de pontuação e os 10 corredores que obtiveram mais pontos:
| Posição   | 1.º | 2.º | 3.º | 4.º | 5.º | 6.º | 7.º | 8.º | 9.º | 10.º | 11.º | 12.º | 13.º | 14.º | 15.º | 16.º-20.º | 21.º-30.º | 31.º-50.º | 51.º-55.º | 56.º-60.º |
| Pontuação | 400 | 320 | 260 | 220 | 180 | 140 | 120 | 100 | 80  | 68   | 56   | 48   | 40   | 32   | 28   | 24        | 16        | 8         | 4         | 2         |

| Classificação |                       |                       |        |
| Posição       | Ciclista              | Equipa                | Pontos |
| ------------- | --------------------- | --------------------- | ------ |
| 1.º           | Julian Alaphilippe    | Deceuninck-Quick Step | 400    |
| 2.º           | Jakob Fuglsang        | Astana                | 320    |
| 3.º           | Diego Ulissi          | UAE Emirates          | 260    |
| 4.º           | Bjorg Lambrecht       | Lotto Soudal          | 220    |
| 5.º           | Maximilian Schachmann | Bora-Hansgrohe        | 180    |
| 6.º           | Bauke Mollema         | Trek-Segafredo        | 140    |
| 7.º           | Patrick Konrad        | Bora-Hansgrohe        | 120    |
| 8.º           | Michael Matthews      | Sunweb                | 100    |
| 9.º           | Jelle Vanendert       | Lotto Soudal          | 80     |
| 10.º          | Enrico Gasparotto     | Dimension Data        | 68     |